# Roales de Campos
Roales de Campos är en kommun i Spanien.   Den ligger i provinsen Provincia de Valladolid och regionen Kastilien och Leon, i den nordvästra delen av landet, 230 km nordväst om huvudstaden Madrid. Antalet invånare är 198. Arean är 22,0 kvadratkilometer. Roales de Campos gränsar till Valderas, Villanueva del Campo, Quintanilla del Molar, San Miguel del Valle och Matilla de Arzón (kommunhuvudort). 
Terrängen i Roales de Campos är huvudsakligen platt.